# Olympische Jugend-Sommerspiele 2018/Teilnehmer (Angola)
| Gelbes Symbol für Goldmedaillen mit stilisierten Olympischen Ringen | Graues Symbol für Silbermedaillen mit stilisierten Olympischen Ringen | Braundes Symbol für Bronzemedaillen mit stilisierten Olympischen Ringen |
| ------------------------------------------------------------------- | --------------------------------------------------------------------- | ----------------------------------------------------------------------- |
| —                                                                   | —                                                                     | —                                                                       |

Angola nahm an den Olympischen Jugend-Sommerspielen 2018 in Buenos Aires mit einem Athleten teil.

## Teilnehmer nach Sportarten

### Leichtathletik
Laufen und Gehen
| Athleten               | Wettbewerb | 1. Durchgang | 1. Durchgang | 2. Durchgang | 2. Durchgang | Gesamt      | Gesamt | Rang |
| Athleten               | Wettbewerb | Zeit         | Rang         | Zeit         | Rang         | Zeit        | Rang   | Rang |
| ---------------------- | ---------- | ------------ | ------------ | ------------ | ------------ | ----------- | ------ | ---- |
| Jungen                 |            |              |              |              |              |             |        |      |
| Manuel Jacinto Chivela | 800 m      | 1:58,08 min  | 23           | 1:58,20 min  | 19           | 3:56,28 min | 20     | 20   |